# Stenocrepidius
Stenocrepidius – rodzaj chrząszcza z rodziny sprężykowatych. W 1900 nazwano go Stenopus, nazwa ta była już jednak zajęta. Pierwotnie zaliczono doń 3 gatunki S. angustus, S. elongatus i S. rubripennis.
Owad występuje w Ameryce Południowej, dokładniej zaś w Kolumbii i Wenezueli.